# Груповий етап Ліги Європи УЄФА 2021—2022
Груповий етап Ліги Європи УЄФА 2021—2022 почався 15 вересня та закінчився 9 грудня 2021. У груповому етапі 32 команди змагалися за 16 місць у плей-оф Ліги Європи УЄФА 2021—2022.
Вест Гем Юнайтед та Брондбю вперше потрапили до групового етапу Ліги Європи (проте Брондбю вже брало участь у груповому етапі Кубку УЄФА).

## Жеребкування
Жеребкування групового етапу відбулося 27 серпня 2021 року о 13:00 EEST у  Стамбулі. За результатами жеребкування 32 команди було поділено на 8 груп (по 4 команди в кожній). Для жеребкування команди було розділено на 4 кошики на основі клубних коефіцієнтів УЄФА 2021.
Команди з однієї асоціації не можуть потрапити в одну групу. Для жеребкування УЄФА розділяє команди з однієї асоціації (включно з командами, які грають в груповому етапі Ліги конференцій 2020—2021)  на пари (по 1-й парі для асоціацій з 2-3 командами та по 2-і для асоціацій з 4-5 командами) згідно з телевізійними рейтингами. Одна команда з пари потрапляє в групи A-D, а друга — E-H (на приклад, якщо Ліон потрапили в групу B, Марсель може потрапити тільки в одну з груп E, F, G або H). Таким чином матчі цих команд не можуть проходити одночасно, оскільки матчі груп A–D та E–H відбуваються в різні дні. Перед жеребкуванням УЄФА оголосило наступні пари (2-і команди в парі з позначкою “ЛК” в дужках грають у груповому етапі Ліги конференцій):
1. Ліон та Марсель
2. Наполі та Лаціо
3. Баєр 04 та Айнтрахт (Франкфурт)
4. Олімпіакос та ПАОК (ЛК)
5. Монако та Ренн (ЛК)
6. Селтік та Рейнджерс
7. Црвена Звезда та Партизан (ЛК)
8. Лестер Сіті та Вест Гем Юнайтед
9. Локомотив (Москва) та Спартак (Москва)
10. Генк та Антверпен
11. ПСВ та Феєнорд (ЛК)
12. Лудогорець та ЦСКА (Софія) (ЛК)
13. Реал Сосьєдад та Реал Бетіс
14. Фенербахче та Галатасарай
15. Рапід (Відень) та Штурм (Грац)
16. Мідтьюлланн та Брондбю

Кожного туру половина груп грає о 19:45 EET/EEST, інша половина — о 22:00 EET/EEST. Розклад матчів було визначено після жеребкування за допомогою непублічного комп'ютерного жеребкування. Жодна команда не грає вдома чи на виїзді більш як два матчі поспіль і в першому та останньому турах зіграє одного разу вдома та одного разу на виїзді (стаття регламенту 15.02). Це нововведення цього сезону: в попередньому сезоні команди, які грали вдома в першому турі, також грали вдома і в останньому турі.

## Учасники
Нижче наведені учасники групового турніру (із зазначенням їх клубного коефіцієнту на 2021 рік), згруповані за кошиком при жеребкуванні.
| Ключ до кольорів у таблиці                                       |
| ---------------------------------------------------------------- |
| Перші місця груп проходять до 1/8 фіналу                         |
| Другі місця груп потрапляють до стикових матчів                  |
| Треті місця груп потрапляють до стикових матчів Ліги конференцій |

| Команда         | Прим.   | Коеф.  |
| --------------- | ------- | ------ |
| Ліон            |         | 76.000 |
| Наполі          |         | 74.000 |
| Баєр 04         |         | 57.000 |
| Динамо (Загреб) | [ЛЧ-ШЧ] | 44.500 |
| Лаціо           |         | 44.000 |
| Олімпіакос      | [ЛЄ-ПО] | 43.000 |
| Монако          | [ЛЧ-ШН] | 36.000 |
| Брага           |         | 35.000 |

| Команда              | Прим.   | Коеф.  |
| -------------------- | ------- | ------ |
| Селтік               | [ЛЄ-ПО] | 34.000 |
| Айнтрахт (Франкфурт) |         | 33.000 |
| Црвена Звезда        | [ЛЄ-ПО] | 32.500 |
| Лестер Сіті          |         | 32.000 |
| Рейнджерс            | [ЛЄ-ПО] | 31.250 |
| Локомотив (Москва)   |         | 31.000 |
| Генк                 | [ЛЧ-3Р] | 30.000 |
| ПСВ                  | [ЛЧ-ШН] | 29.000 |

| Команда          | Прим.   | Коеф.  |
| ---------------- | ------- | ------ |
| Марсель          |         | 28.000 |
| Лудогорець       | [ЛЧ-ШЧ] | 28.000 |
| Вест Гем Юнайтед | [ШН]    | 20.113 |
| Реал Сосьєдад    |         | 19.571 |
| Реал Бетіс       | [ШЧ]    | 19.571 |
| Фенербахче       | [ЛЄ-ПО] | 19.500 |
| Спартак (Москва) | [ЛЧ-3Р] | 18.500 |
| Спарта (Прага)   | [ЛЧ-3Р] | 17.500 |

| Команда        | Прим.   | Коеф.  |
| -------------- | ------- | ------ |
| Рапід (Відень) | [ЛЄ-ПО] | 17.000 |
| Галатасарай    | [ЛЄ-ПО] | 17.000 |
| Легія          | [ЛЄ-ПО] | 16.500 |
| Мідтьюлланн    | [ЛЧ-3Р] | 13.500 |
| Ференцварош    | [ЛЧ-ШЧ] | 13.500 |
| Антверпен      | [ЛЄ-ПО] | 10.500 |
| Штурм (Грац)   | [ЛЄ-ПО] | 7.165  |
| Брондбю        | [ЛЧ-ШЧ] | 7.000  |

Примітки
1. ЛЄ-ПО Переможці раунду плей-оф.
2. ЛЧ-ШЧ Команди, що вибули з раунду плей-оф Ліги чемпіонів (Шлях чемпіонів).
3. ЛЧ-ШН Команди, що вибули з раунду плей-оф Ліги чемпіонів (Шлях нечемпіонів).
4. ЛЧ-3Р Команди, що вибули з третього кваліфікаційного раунду Ліги чемпіонів (Шлях нечемпіонів).

## Формат
В кожній групі команди грають між собою по одному матчу вдома та на виїзді за круговою системою. З кожної групи 1-е місця проходить до 1/8 фіналу, а 2-е — до стикових матчів. 3-є місце потрапляє до стикових матчів Ліги конференцій.

### Правила розподілу місць
Команди посідають місця у групі відповідно до набраних очок (3 очки за перемогу, 1 за нічию та 0 за поразку), та якщо команди набрали однакову кількість балів, застосовуються наступні критерії (у вказаному порядку), для визначення місця у групі (стаття регламенту 16):
1. Очки, набрані в очних зустрічах між командами під питанням;
2. Різниця м'ячів, забитих в очних зустрічах між командами під питанням;
3. Голи, забиті в очних зустрічах між командами під питанням;
4. Якщо команд під питанням більше двох та після застосування усіх попередніх правил ще залишаються команди під питанням, то для них окремо повторно застосовуються попередні правила;
5. Різниця м'ячів, забитих в усіх матчах групового етапу;
6. Голи, забиті в усіх матчах групового етапу;
7. Голи на виїзді, забиті в усіх матчах групового етапу;
8. Кількість перемог в усіх матчах групового етапу;
9. Кількість перемог на виїзді в усіх матчах групового етапу;
10. Дисциплінарні бали (червона картка = 3 бала, жовта картка = 1 бал, вилучення за дві жовті картки в одному матчі = 3 бала);
11. Клубний коефіцієнт УЄФА.

Через скасування правила виїзного голу, цей критерій більше не застосовується при порівнянні команд в очних зустрічах починаючи з цього сезону. Проте загальна кількість виїзних голів досі є критерієм визначення місця.

## Групи
Розклад матчів оголосили 28 серпня 2021, наступного дня після жеребкування. Матчі заплановані на 15–16 та 30 вересня, 19–21 жовтня, 4 та 24–25 листопада і 9 грудня 2021 (усі три домашні матчі Спартаку було перенесено на середу та один доманшій матч Селтіку — на вівторок, щоб уникнути конфлікту розкладів з домашніми матчами Локомотива та Рейнджерс відповідно). Початки матчів заплановані на 19:45 та 22:00 EET/EEST (матчі, що перенесено на вівторок та середу заплановані на 17:30 EET/EEST, щоб уникнути конфліктів з матчами Ліги чемпіонів).
Час вказано за київським часом — в EET/EEST, (місцевий час, якщо відрізняється, вказано в дужках).

### Група A
| Поз | Команда   | І | В | Н | П | ГЗ | ГП | РГ  | О  | Кваліфікація               |  | ЛІО | РЕЙ | СПР | БРО |
| --- | --------- | - | - | - | - | -- | -- | --- | -- | -------------------------- |  | --- | --- | --- | --- |
| 1   | Ліон      | 6 | 5 | 1 | 0 | 16 | 5  | +11 | 16 | Вихід в 1/8 фіналу         |  | —   | 1:1 | 3:0 | 3:0 |
| 2   | Рейнджерс | 6 | 2 | 2 | 2 | 6  | 5  | +1  | 8  | Вихід до стикових матчів   |  | 0:2 | —   | 2:0 | 2:0 |
| 3   | Спарта    | 6 | 2 | 1 | 3 | 6  | 9  | −3  | 7  | Перехід в Лігу конференцій |  | 3:4 | 1:0 | —   | 2:0 |
| 4   | Брондбю   | 6 | 0 | 2 | 4 | 2  | 11 | −9  | 2  |                            |  | 1:3 | 1:1 | 0:0 | —   |

| 16 вересня 2021 22:00 (21:00 CEST) |

| Брондбю | 0:0      | Спарта |
| ------- | -------- | ------ |
|         | Протокол |        |

| Брондбю, Брондбю Арбітр: Александар Ставрев (Північна Македонія) |

| 16 вересня 2021 22:00 (20:00 BST) |

| Рейнджерс | 0:2      | Ліон                                   |
| --------- | -------- | -------------------------------------- |
|           | Протокол | - Токо Екамбі 23' - Таверньєр 55' (аг) |

| Айброкс, Глазго Арбітр: Андреас Екберг (Швеція) |

| 30 вересня 2021 19:45 (18:45 CEST) |

| Спарта       | 1:0      | Рейнджерс |
| ------------ | -------- | --------- |
| - Ганцко 29' | Протокол |           |

| Дженералі Арена, Прага Арбітр: Алі Палабійік (Туреччина) |

| 30 вересня 2021 19:45 (18:45 CEST) |

| Ліон                              | 3:0      | Брондбю |
| --------------------------------- | -------- | ------- |
| - Токо Екамбі 64', 71' - Ауар 86' | Протокол |         |

| Парк Олімпік Ліонне, Ліон Арбітр: Гаральд Лехнер (Австрія) |

| 21 жовтня 2021 22:00 (20:00 BST) |

| Рейнджерс               | 2:0      | Брондбю |
| ----------------------- | -------- | ------- |
| - Балогун 18' - Руф 30' | Протокол |         |

| Айброкс, Глазго Арбітр: Фран Йович (Хорватія) |

| 21 жовтня 2021 22:00 (21:00 CEST) |

| Спарта                                | 3:4      | Ліон                                           |
| ------------------------------------- | -------- | ---------------------------------------------- |
| - Гараслін 4', 19' - Крейчий II 90+6' | Протокол | - Токо Екамбі 42', 88' - Ауар 53' - Пакета 67' |

| Дженералі Арена, Прага Арбітр: Матей Юг (Словенія) |

| 4 листопада 2021 19:45 (18:45 CET) |

| Брондбю            | 1:1      | Рейнджерс   |
| ------------------ | -------- | ----------- |
| - Балогун 45' (аг) | Протокол | - Хаджі 77' |

| Брондбю, Брондбю Арбітр: Никола Дабанович (Чорногорія) |

| 4 листопада 2021 19:45 (18:45 CET) |

| Ліон                                   | 3:0      | Спарта |
| -------------------------------------- | -------- | ------ |
| - Слімані 61', 63' - Токо Екамбі 90+2' | Протокол |        |

| Парк Олімпік Ліонне, Ліон Арбітр: Мауріціо Маріані (Італія) |

| 25 листопада 2021 22:00 (21:00 CET) |

| Брондбю   | 1:3      | Ліон                           |
| --------- | -------- | ------------------------------ |
| - Уре 51' | Протокол | - Шеркі 57', 66' - Слімані 76' |

| Брондбю, Брондбю Арбітр: Георгі Кабаков (Болгарія) |

| 25 листопада 2021 22:00 (20:00 GMT) |

| Рейнджерс          | 2:0      | Спарта |
| ------------------ | -------- | ------ |
| - Морелос 15', 49' | Протокол |        |

| Айброкс, Глазго Арбітр: Данні Маккелі (Нідерланди) |

| 9 грудня 2021 19:45 (18:45 CET) |

| Спарта                    | 2:0      | Брондбю |
| ------------------------- | -------- | ------- |
| - Ганцко 43' - Гложек 49' | Протокол |         |

| Дженералі Арена, Прага Арбітр: Крейг Поусон (Англія) |

| 9 грудня 2021 19:45 (18:45 CET) |

| Ліон             | 1:1      | Рейнджерс     |
| ---------------- | -------- | ------------- |
| - Бессі 49' (аг) | Протокол | - С. Райт 42' |

| Парк Олімпік Ліонне, Ліон Арбітр: Раду Петреску (Румунія) |

### Група B
| Поз | Команда       | І | В | Н | П | ГЗ | ГП | РГ | О  | Кваліфікація               |  | МОН | РСО | ПСВ | ШТУ |
| --- | ------------- | - | - | - | - | -- | -- | -- | -- | -------------------------- |  | --- | --- | --- | --- |
| 1   | Монако        | 6 | 3 | 3 | 0 | 7  | 4  | +3 | 12 | Вихід в 1/8 фіналу         |  | —   | 2:1 | 0:0 | 1:0 |
| 2   | Реал Сосьєдад | 6 | 2 | 3 | 1 | 9  | 6  | +3 | 9  | Вихід до стикових матчів   |  | 1:1 | —   | 3:0 | 1:1 |
| 3   | ПСВ           | 6 | 2 | 2 | 2 | 9  | 8  | +1 | 8  | Перехід в Лігу конференцій |  | 1:2 | 2:2 | —   | 2:0 |
| 4   | Штурм         | 6 | 0 | 2 | 4 | 3  | 10 | −7 | 2  |                            |  | 1:1 | 0:1 | 1:4 | —   |

| 16 вересня 2021 22:00 (21:00 CEST) |

| Монако       | 1:0      | Штурм |
| ------------ | -------- | ----- |
| - Діатта 66' | Протокол |       |

| Стадіон Луї II, Монако Арбітр: Донатас Румшас (Литва) |

| 16 вересня 2021 22:00 (21:00 CEST) |

| ПСВ                     | 2:2      | Реал Сосьєдад           |
| ----------------------- | -------- | ----------------------- |
| - Гетце 32' - Гакпо 54' | Протокол | - Янузай 34' - Ісак 39' |

| Філіпс, Ейндговен Арбітр: Вільям Коллам (Шотландія) |

| 30 вересня 2021 19:45 (18:45 CEST) |

| Штурм           | 1:4      | ПСВ                                                   |
| --------------- | -------- | ----------------------------------------------------- |
| - Станкович 55' | Протокол | - Сангаре 32' - Захаві 51' - Макс 74' - Вертессен 78' |

| Лібенауерштадіон, Грац Арбітр: Євгеній Арановський (Україна) |

| 30 вересня 2021 19:45 (18:45 CEST) |

| Реал Сосьєдад | 1:1      | Монако       |
| ------------- | -------- | ------------ |
| - Меріно 53'  | Протокол | - Дісасі 16' |

| Аноета, Сан-Себастьян Арбітр: Сергій Іванов (Росія) |

| 21 жовтня 2021 22:00 (21:00 CEST) |

| ПСВ         | 1:2      | Монако                 |
| ----------- | -------- | ---------------------- |
| - Гакпо 59' | Протокол | - Боаду 20' - Діоп 89' |

| Філіпс, Ейндговен Арбітр: Давіде Масса (Італія) |

| 21 жовтня 2021 22:00 (21:00 CEST) |

| Штурм | 0:1      | Реал Сосьєдад |
| ----- | -------- | ------------- |
|       | Протокол | - Ісак 69'    |

| Лібенауерштадіон, Грац Арбітр: Тобіас Штілер (Німеччина) |

| 4 листопада 2021 19:45 (18:45 CET) |

| Реал Сосьєдад | 1:1      | Штурм       |
| ------------- | -------- | ----------- |
| - Серлот 53'  | Протокол | - Янчер 38' |

| Аноета, Сан-Себастьян Арбітр: Андріс Трейманіс (Латвія) |

| 4 листопада 2021 19:45 (18:45 CET) |

| Монако | 0:0      | ПСВ |
| ------ | -------- | --- |
|        | Протокол |     |

| Стадіон Луї II, Монако Арбітр: Джюнейт Чакир (Туреччина) |

| 25 листопада 2021 22:00 (21:00 CET) |

| ПСВ                                      | 2:0      | Штурм |
| ---------------------------------------- | -------- | ----- |
| - Карлос Вінісіус 45' (пен.) - Брума 56' | Протокол |       |

| Філіпс, Ейндговен Арбітр: Павел Рачковський (Польща) |

| 25 листопада 2021 22:00 (21:00 CET) |

| Монако                     | 2:1      | Реал Сосьєдад |
| -------------------------- | -------- | ------------- |
| - Фолланд 28' - Фофана 38' | Протокол | - Ісак 35'    |

| Стадіон Луї II, Монако Арбітр: Іван Кружляк (Словаччина) |

| 9 грудня 2021 19:45 (18:45 CET) |

| Штурм             | 1:1      | Монако        |
| ----------------- | -------- | ------------- |
| - Янчер 7' (пен.) | Протокол | - Фолланд 30' |

| Лібенауерштадіон, Грац Арбітр: Мохаммед Аль-Хакім (Швеція) |

| 9 грудня 2021 19:45 (18:45 CET) |

| Реал Сосьєдад                              | 3:0      | ПСВ |
| ------------------------------------------ | -------- | --- |
| - Оярсабаль 43' (пен.), 62' - Серлот 90+3' | Протокол |     |

| Аноета, Сан-Себастьян Арбітр: Фелікс Цваєр (Німеччина) |

### Група C
| Поз | Команда          | І | В | Н | П | ГЗ | ГП | РГ | О  | Кваліфікація               |  | СМО | НАП | ЛЕС | ЛЕГ |
| --- | ---------------- | - | - | - | - | -- | -- | -- | -- | -------------------------- |  | --- | --- | --- | --- |
| 1   | Спартак (Москва) | 6 | 3 | 1 | 2 | 10 | 9  | +1 | 10 | Вихід в 1/8 фіналу         |  | —   | 2:1 | 3:4 | 0:1 |
| 2   | Наполі           | 6 | 3 | 1 | 2 | 15 | 10 | +5 | 10 | Вихід до стикових матчів   |  | 2:3 | —   | 3:2 | 3:0 |
| 3   | Лестер Сіті      | 6 | 2 | 2 | 2 | 12 | 11 | +1 | 8  | Перехід в Лігу конференцій |  | 1:1 | 2:2 | —   | 3:1 |
| 4   | Легія            | 6 | 2 | 0 | 4 | 4  | 11 | −7 | 6  |                            |  | 0:1 | 1:4 | 1:0 | —   |

1. 1 2  Очки в очних зустрічах: Спартак 6, Наполі 0

| 15 вересня 2021 17:30 |

| Спартак (Москва) | 0:1      | Легія            |
| ---------------- | -------- | ---------------- |
|                  | Протокол | - Кастраті 90+1' |

| «Откритіє», Москва Арбітр: Никола Дабанович (Чорногорія) |

| 16 вересня 2021 22:00 (20:00 BST) |

| Лестер Сіті            | 2:2      | Наполі             |
| ---------------------- | -------- | ------------------ |
| - Перес 9' - Барнс 64' | Протокол | - Осімген 69', 87' |

| Кінг Павер, Лестер Арбітр: Тьягу Мартінш (Португалія) |

| 30 вересня 2021 19:45 (18:45 CEST) |

| Легія        | 1:0      | Лестер Сіті |
| ------------ | -------- | ----------- |
| - Емрелі 31' | Протокол |             |

| Стадіон Війська Польського, Варшава Арбітр: Іван Бебек (Хорватія) |

| 30 вересня 2021 19:45 (18:45 CEST) |

| Наполі                     | 2:3      | Спартак (Москва)                |
| -------------------------- | -------- | ------------------------------- |
| - Елмас 1' - Осімген 90+4' | Протокол | - Промес 55', 90' - Ігнатов 80' |

| Сан-Паоло, Неаполь Арбітр: Іван Кружляк (Словаччина) |

| 20 жовтня 2021 17:30 |

| Спартак (Москва)                     | 3:4      | Лестер Сіті               |
| ------------------------------------ | -------- | ------------------------- |
| - Соболєв 11', 86' - Дж. Ларссон 44' | Протокол | - Дака 45', 48', 54', 79' |

| «Откритіє», Москва Арбітр: Анастасіос Сідіропулос (Греція) |

| 21 жовтня 2021 22:00 (21:00 CEST) |

| Наполі                                       | 3:0      | Легія |
| -------------------------------------------- | -------- | ----- |
| - Інсіньє 76' - Осімген 80' - Політано 90+5' | Протокол |       |

| Сан-Паоло, Неаполь Арбітр: Карлос дель Серро Гранде (Іспанія) |

| 4 листопада 2021 19:45 (18:45 CET) |

| Легія        | 1:4      | Наполі                                                               |
| ------------ | -------- | -------------------------------------------------------------------- |
| - Емрелі 10' | Протокол | - Зелінський 51' (пен.) - Мертенс 75' (пен.) - Лосано 79' - Унас 90' |

| Стадіон Війська Польського, Варшава Арбітр: Лоуренс Віссер (Бельгія) |

| 4 листопада 2021 22:00 (20:00 GMT) |

| Лестер Сіті  | 1:1      | Спартак (Москва) |
| ------------ | -------- | ---------------- |
| - Амарті 58' | Протокол | - Мозес 51'      |

| Кінг Павер, Лестер Арбітр: Халіл Умут Мелер (Туреччина) |

| 24 листопада 2021 17:30 (18:30 MSK) |

| Спартак (Москва)         | 2:1      | Наполі      |
| ------------------------ | -------- | ----------- |
| - Соболєв 3' (пен.), 28' | Протокол | - Елмас 64' |

| «Откритіє», Москва Арбітр: Клеман Тюрпен (Франція) |

| 25 листопада 2021 22:00 (20:00 GMT) |

| Лестер Сіті                           | 3:1      | Легія            |
| ------------------------------------- | -------- | ---------------- |
| - Дака 11' - Меддісон 21' - Ндіді 33' | Протокол | - Младенович 26' |

| Кінг Павер, Лестер Арбітр: Деніц Айтекін (Німеччина) |

| 9 грудня 2021 19:45 (18:45 CET) |

| Легія | 0:1      | Спартак (Москва) |
| ----- | -------- | ---------------- |
|       | Протокол | - Бакаєв 17'     |

| Стадіон Війська Польського, Варшава Арбітр: Матей Юг (Словенія) |

| 9 грудня 2021 19:45 (18:45 CET) |

| Наполі                     | 3:2      | Лестер Сіті                     |
| -------------------------- | -------- | ------------------------------- |
| - Унас 4' - Елмас 24', 53' | Протокол | - Еванс 27' - Дьюсбері-Холл 33' |

| Сан-Паоло, Неаполь Арбітр: Антоніо Матео Лаос (Іспанія) |

### Група D
| Поз | Команда              | І | В | Н | П | ГЗ | ГП | РГ | О  | Кваліфікація               |  | АЙН | ОЛІ | ФБЧ | АНТ |
| --- | -------------------- | - | - | - | - | -- | -- | -- | -- | -------------------------- |  | --- | --- | --- | --- |
| 1   | Айнтрахт (Франкфурт) | 6 | 3 | 3 | 0 | 10 | 6  | +4 | 12 | Вихід в 1/8 фіналу         |  | —   | 3:1 | 1:1 | 2:2 |
| 2   | Олімпіакос           | 6 | 3 | 0 | 3 | 8  | 7  | +1 | 9  | Вихід до стикових матчів   |  | 1:2 | —   | 1:0 | 2:1 |
| 3   | Фенербахче           | 6 | 1 | 3 | 2 | 7  | 8  | −1 | 6  | Перехід в Лігу конференцій |  | 1:1 | 0:3 | —   | 2:2 |
| 4   | Антверпен            | 6 | 1 | 2 | 3 | 6  | 10 | −4 | 5  |                            |  | 0:1 | 1:0 | 0:3 | —   |

| 16 вересня 2021 22:00 |

| Олімпіакос                   | 2:1      | Антверпен    |
| ---------------------------- | -------- | ------------ |
| - Ель-Арабі 52' - Рябчук 87' | Протокол | - Самата 75' |

| Георгіос Караїскакіс, Пірей Арбітр: Тамаш Богнар (Угорщина) |

| 16 вересня 2021 22:00 (21:00 CEST) |

| Айнтрахт (Франкфурт) | 1:1      | Фенербахче |
| -------------------- | -------- | ---------- |
| - Ламмерс 41'        | Протокол | - Езіл 10' |

| Дойче банк Парк, Франкфурт-на-Майні Арбітр: Мауріціо Маріані (Італія) |

| 30 вересня 2021 19:45 |

| Фенербахче | 0:3      | Олімпіакос                       |
| ---------- | -------- | -------------------------------- |
|            | Протокол | - Тікіньйо 6' - Масурас 63', 68' |

| Шюкрю Сараджоглу, Стамбул Арбітр: Алехандро Ернандес (Іспанія) |

| 30 вересня 2021 19:45 (18:45 CEST) |

| Антверпен | 0:1      | Айнтрахт (Франкфурт)             |
| --------- | -------- | -------------------------------- |
|           | Протокол | - Гонсалу Пасієнсія 90+1' (пен.) |

| Босейлстадіон, Антверпен Арбітр: Якоб Кехлет (Данія) |

| 21 жовтня 2021 19:45 |

| Фенербахче                    | 2:2      | Антверпен                 |
| ----------------------------- | -------- | ------------------------- |
| - Е. Валенсія 21', 45' (пен.) | Протокол | - Самата 2' - Геркенс 62' |

| Шюкрю Сараджоглу, Стамбул Арбітр: Сергій Іванов (Росія) |

| 21 жовтня 2021 22:00 (21:00 CEST) |

| Айнтрахт (Франкфурт)                         | 3:1      | Олімпіакос             |
| -------------------------------------------- | -------- | ---------------------- |
| - Борре 26' (пен.) - Туре 45+3' - Камада 59' | Протокол | - Ель-Арабі 30' (пен.) |

| Дойче банк Парк, Франкфурт-на-Майні Арбітр: Тьягу Мартінш (Португалія) |

| 4 листопада 2021 19:45 |

| Олімпіакос      | 1:2      | Айнтрахт (Франкфурт)       |
| --------------- | -------- | -------------------------- |
| - Ель-Арабі 12' | Протокол | - Камада 17' - Гауге 90+2' |

| Георгіос Караїскакіс, Пірей Арбітр: Олексій Кульбаков (Білорусь) |

| 4 листопада 2021 22:00 (21:00 CET) |

| Антверпен | 0:3      | Фенербахче                         |
| --------- | -------- | ---------------------------------- |
|           | Протокол | - Яндаш 8' - Маєр 16' - Беріша 29' |

| Босейлстадіон, Антверпен Арбітр: Ірфан Пельто (Боснія і Герцеговина) |

| 25 листопада 2021 22:00 |

| Олімпіакос            | 1:0      | Фенербахче |
| --------------------- | -------- | ---------- |
| - Тікіньйо Соарес 90' | Протокол |            |

| Георгіос Караїскакіс, Пірей Арбітр: Антоніо Матео Лаос (Іспанія) |

| 25 листопада 2021 22:00 (21:00 CET) |

| Айнтрахт (Франкфурт)                   | 2:2      | Антверпен                     |
| -------------------------------------- | -------- | ----------------------------- |
| - Камада 13' - Гонсалу Пасієнсія 90+4' | Протокол | - Наїнгголан 33' - Самата 88' |

| Дойче банк Парк, Франкфурт-на-Майні Арбітр: Пол Тірні (Англія) |

| 9 грудня 2021 19:45 (18:45 CET) |

| Антверпен      | 1:0      | Олімпіакос |
| -------------- | -------- | ---------- |
| - Баліквіша 7' | Протокол |            |

| Босейлстадіон, Антверпен Арбітр: Марко Ді Белло (Італія) |

| 9 грудня 2021 19:45 (20:45 TRT) |

| Фенербахче   | 1:1      | Айнтрахт (Франкфурт) |
| ------------ | -------- | -------------------- |
| - Беріша 42' | Протокол | - Соу 29'            |

| Шюкрю Сараджоглу, Стамбул Арбітр: Срджан Йованович (Сербія) |

### Група E
| Поз | Команда     | І | В | Н | П | ГЗ | ГП | РГ | О  | Кваліфікація               |  | ГАЛ | ЛАЦ | МАР | ЛОК |
| --- | ----------- | - | - | - | - | -- | -- | -- | -- | -------------------------- |  | --- | --- | --- | --- |
| 1   | Галатасарай | 6 | 3 | 3 | 0 | 7  | 3  | +4 | 12 | Вихід в 1/8 фіналу         |  | —   | 1:0 | 4:2 | 1:1 |
| 2   | Лаціо       | 6 | 2 | 3 | 1 | 7  | 3  | +4 | 9  | Вихід до стикових матчів   |  | 0:0 | —   | 0:0 | 2:0 |
| 3   | Марсель     | 6 | 1 | 4 | 1 | 6  | 7  | −1 | 7  | Перехід в Лігу конференцій |  | 0:0 | 2:2 | —   | 1:0 |
| 4   | Локомотив   | 6 | 0 | 2 | 4 | 2  | 9  | −7 | 2  |                            |  | 0:1 | 0:3 | 1:1 | —   |

| 16 вересня 2021 19:45 |

| Галатасарай         | 1:0      | Лаціо |
| ------------------- | -------- | ----- |
| - Стракоша 67' (аг) | Протокол |       |

| Тюрк-Телеком-Арена, Стамбул Арбітр: Матей Юг (Боснія і Герцеговина) |

| 16 вересня 2021 19:45 |

| Локомотив (Москва) | 1:1      | Марсель            |
| ------------------ | -------- | ------------------ |
| - Анджорін 89'     | Протокол | - Юндер 59' (пен.) |

| РЖД Арена, Москва Арбітр: Ірфан Пельто (Боснія і Герцеговина) |

| 30 вересня 2021 22:00 (21:00 CEST) |

| Марсель | 0:0      | Галатасарай |
| ------- | -------- | ----------- |
|         | Протокол |             |

| Велодром, Марсель Арбітр: Павел Рачковський (Польща) |

| 30 вересня 2021 22:00 (21:00 CEST) |

| Лаціо                    | 2:0      | Локомотив (Москва) |
| ------------------------ | -------- | ------------------ |
| - Башич 13' - Патрік 38' | Протокол |                    |

| Олімпійський, Рим Арбітр: Крейг Поусон (Англія) |

| 21 жовтня 2021 19:45 (18:45 CEST) |

| Лаціо | 0:0      | Марсель |
| ----- | -------- | ------- |
|       | Протокол |         |

| Олімпійський, Рим Арбітр: Деніц Айтекін (Німеччина) |

| 21 жовтня 2021 22:00 |

| Локомотив (Москва) | 0:1      | Галатасарай      |
| ------------------ | -------- | ---------------- |
|                    | Протокол | - Актюркоглу 13' |

| РЖД Арена, Москва Арбітр: Гаральд Лехнер (Австрія) |

| 4 листопада 2021 19:45 (20:45 TRT) |

| Галатасарай  | 1:1      | Локомотив (Москва) |
| ------------ | -------- | ------------------ |
| - Фегулі 43' | Протокол | - Камано 72'       |

| Тюрк-Телеком-Арена, Стамбул Арбітр: Сандро Шерер (Швейцарія) |

| 4 листопада 2021 22:00 (21:00 CET) |

| Марсель                       | 2:2      | Лаціо                                  |
| ----------------------------- | -------- | -------------------------------------- |
| - Мілік 33' (пен.) - Паєт 82' | Протокол | - Феліпе Андерсон 45+5' - Іммобіле 49' |

| Велодром, Марсель Арбітр: Хосе Марія Санчес (Іспанія) |

| 25 листопада 2021 19:45 (20:45 MSK) |

| Локомотив (Москва) | 0:3      | Лаціо                                                  |
| ------------------ | -------- | ------------------------------------------------------ |
|                    | Протокол | - Іммобіле 56' (пен.), 63' (пен.) - Педро Родрігес 87' |

| РЖД Арена, Москва Арбітр: Артур Соареш Діаш (Португалія) |

| 25 листопада 2021 19:45 (20:45 TRT) |

| Галатасарай                                                   | 4:2      | Марсель          |
| ------------------------------------------------------------- | -------- | ---------------- |
| - Чікилдеу 12' - Чалета-Цар 30' (аг) - Фегулі 64' - Бабел 83' | Протокол | - Мілік 68', 85' |

| Тюрк-Телеком-Арена, Стамбул Арбітр: Тобіас Штілер (Німеччина) |

| 9 грудня 2021 22:00 (21:00 CET) |

| Марсель     | 1:0      | Локомотив (Москва) |
| ----------- | -------- | ------------------ |
| - Мілік 35' | Протокол |                    |

| Велодром, Марсель Арбітр: Вільям Коллам (Шотландія) |

| 9 грудня 2021 22:00 (21:00 CET) |

| Лаціо | 0:0      | Галатасарай |
| ----- | -------- | ----------- |
|       | Протокол |             |

| Олімпійський, Рим Арбітр: Карлос дель Серро Гранде (Іспанія) |

### Група F
| Поз | Команда       | І | В | Н | П | ГЗ | ГП | РГ | О  | Кваліфікація               |  | ЦЗ  | БРА | МІД | ЛУД |
| --- | ------------- | - | - | - | - | -- | -- | -- | -- | -------------------------- |  | --- | --- | --- | --- |
| 1   | Црвена Звезда | 6 | 3 | 2 | 1 | 6  | 4  | +2 | 11 | Вихід в 1/8 фіналу         |  | —   | 2:1 | 0:1 | 1:0 |
| 2   | Брага         | 6 | 3 | 1 | 2 | 12 | 9  | +3 | 10 | Вихід до стикових матчів   |  | 1:1 | —   | 3:1 | 4:2 |
| 3   | Мідтьюлланн   | 6 | 2 | 3 | 1 | 7  | 7  | 0  | 9  | Перехід в Лігу конференцій |  | 1:1 | 3:2 | —   | 1:1 |
| 4   | Лудогорець    | 6 | 0 | 2 | 4 | 3  | 8  | −5 | 2  |                            |  | 0:1 | 0:1 | 0:0 | —   |

| 16 вересня 2021 19:45 (18:45 CEST) |

| Црвена Звезда                  | 2:1      | Брага        |
| ------------------------------ | -------- | ------------ |
| - Родич 75' - Катаї 85' (пен.) | Протокол | - Галено 76' |

| ім. Райко Митича, Белград Арбітр: Джон Бітон (Шотландія) |

| 16 вересня 2021 19:45 (18:45 CEST) |

| Мідтьюлланн  | 1:1      | Лудогорець     |
| ------------ | -------- | -------------- |
| - Ісаксен 3' | Протокол | - Десподов 32' |

| MCH Арена, Гернінг Арбітр: Аліяр Агаєв (Азербайджан) |

| 30 вересня 2021 22:00 (20:00 WEST) |

| Брага                                         | 3:1      | Мідтьюлланн          |
| --------------------------------------------- | -------- | -------------------- |
| - Галено 55' (пен.), 90+5' - Рікарду Орта 62' | Протокол | - Евандер 19' (пен.) |

| Муніципальний, Брага Арбітр: Стефані Фраппар (Франція) |

| 30 вересня 2021 22:00 |

| Лудогорець | 0:1      | Црвена Звезда |
| ---------- | -------- | ------------- |
|            | Протокол | - Канга 64'   |

| Лудогорець Арена, Разград Арбітр: Жером Брізар (Франція) |

| 21 жовтня 2021 19:45 (18:45 CEST) |

| Мідтьюлланн | 1:1      | Црвена Звезда |
| ----------- | -------- | ------------- |
| - Дюр 78'   | Протокол | - Іванич 58'  |

| MCH Арена, Гернінг Арбітр: Рой Райншрайбер (Ізраїль) |

| 21 жовтня 2021 19:45 |

| Лудогорець | 0:1      | Брага             |
| ---------- | -------- | ----------------- |
|            | Протокол | - Рікарду Орта 7' |

| Лудогорець Арена, Разград Арбітр: Крісто Тогвер (Естонія) |

| 4 листопада 2021 22:00 (21:00 CET) |

| Црвена Звезда | 0:1      | Мідтьюлланн      |
| ------------- | -------- | ---------------- |
|               | Протокол | - Канга 56' (аг) |

| ім. Райко Митича, Белград Арбітр: Тамаш Богнар (Угорщина) |

| 4 листопада 2021 22:00 (20:00 WET) |

| Брага                                                             | 4:2      | Лудогорець                  |
| ----------------------------------------------------------------- | -------- | --------------------------- |
| - Ельмусраті 25' - Медейруш 37' - Галено 40' - Маріо Гонсалес 73' | Протокол | - Сотіріу 33' - Пластун 79' |

| Муніципальний, Брага Арбітр: Гленн Нюберг (Швеція) |

| 25 листопада 2021 19:45 (18:45 CET) |

| Црвена Звезда | 1:0      | Лудогорець |
| ------------- | -------- | ---------- |
| - Іванич 57'  | Протокол |            |

| ім. Райко Митича, Белград Арбітр: Хосе Марія Санчес (Іспанія) |

| 25 листопада 2021 19:45 (18:45 CET) |

| Мідтьюлланн                                         | 3:2      | Брага                           |
| --------------------------------------------------- | -------- | ------------------------------- |
| - Святченко 2' - Ісаксен 48' - Евандер 90+3' (пен.) | Протокол | - Рікарду Орта 43' - Галено 85' |

| MCH Арена, Гернінг Арбітр: Матей Юг (Словенія) |

| 9 грудня 2021 22:00 (21:00 WET) |

| Брага               | 1:1      | Црвена Звезда      |
| ------------------- | -------- | ------------------ |
| - Галено 52' (пен.) | Протокол | - Катаї 70' (пен.) |

| Муніципальний, Брага Арбітр: Марко Гуїда (Італія) |

| 9 грудня 2021 22:00 |

| Лудогорець | 0:0      | Мідтьюлланн |
| ---------- | -------- | ----------- |
|            | Протокол |             |

| Лудогорець Арена, Разград Арбітр: Тобіас Штілер (Німеччина) |

### Група G
| Поз | Команда     | І | В | Н | П | ГЗ | ГП | РГ | О  | Кваліфікація               |  | БАЙ | БЕТ | СЕЛ | ФЕР |
| --- | ----------- | - | - | - | - | -- | -- | -- | -- | -------------------------- |  | --- | --- | --- | --- |
| 1   | Баєр 04     | 6 | 4 | 1 | 1 | 14 | 5  | +9 | 13 | Вихід в 1/8 фіналу         |  | —   | 4:0 | 3:2 | 2:1 |
| 2   | Бетіс       | 6 | 3 | 1 | 2 | 12 | 12 | 0  | 10 | Вихід до стикових матчів   |  | 1:1 | —   | 4:3 | 2:0 |
| 3   | Селтік      | 6 | 3 | 0 | 3 | 13 | 15 | −2 | 9  | Перехід в Лігу конференцій |  | 0:4 | 3:2 | —   | 2:0 |
| 4   | Ференцварош | 6 | 1 | 0 | 5 | 5  | 12 | −7 | 3  |                            |  | 1:0 | 1:3 | 2:3 | —   |

| 16 вересня 2021 19:45 (18:45 CEST) |

| Бетіс                                          | 4:3      | Селтік                                         |
| ---------------------------------------------- | -------- | ---------------------------------------------- |
| - Міранда 32' - Хуанмі 35', 53' - Іглесіас 51' | Протокол | - Аєті 15' - Юранович 27' (пен.) - Ралстон 87' |

| Естадіо Беніто Вільямарін, Севілья Арбітр: Фран Йович (Хорватія) |

| 16 вересня 2021 19:45 (18:45 CEST) |

| Баєр 04                    | 2:1      | Ференцварош  |
| -------------------------- | -------- | ------------ |
| - Паласіос 37' - Віртц 69' | Протокол | - Р. Ммає 8' |

| БайАрена, Леверкузен Арбітр: Андріс Трейманіс (Латвія) |

| 30 вересня 2021 22:00 (21:00 CEST) |

| Ференцварош | 1:3      | Бетіс                                       |
| ----------- | -------- | ------------------------------------------- |
| - Узуні 44' | Протокол | - Фекір 17' - Вінго 76' (аг) - Тельйо 90+5' |

| Групама Арена, Будапешт Арбітр: Рой Райншрайбер (Ізраїль) |

| 30 вересня 2021 22:00 (20:00 BST) |

| Селтік | 0:4      | Баєр 04                                                    |
| ------ | -------- | ---------------------------------------------------------- |
|        | Протокол | - Інкапіє 25' - Віртц 35' - Аларіо 58' (пен.) - Адлі 90+4' |

| Селтік Парк, Глазго Арбітр: Марко Ді Белло (Італія) |

| 19 жовтня 2021 17:30 (15:30 BST) |

| Селтік                          | 2:0      | Ференцварош |
| ------------------------------- | -------- | ----------- |
| - Фурухасі 57' - Вечей 81' (аг) | Протокол |             |

| Селтік Парк, Глазго Арбітр: Якоб Кехлет (Данія) |

| 21 жовтня 2021 19:45 (18:45 CEST) |

| Бетіс                 | 1:1      | Баєр 04      |
| --------------------- | -------- | ------------ |
| - Іглесіас 75' (пен.) | Протокол | - Андріх 82' |

| Естадіо Беніто Вільямарін, Севілья Арбітр: Бартош Франковський (Польща) |

| 4 листопада 2021 22:00 (21:00 CET) |

| Ференцварош                     | 2:3      | Селтік                               |
| ------------------------------- | -------- | ------------------------------------ |
| - Юранович 11' (аг) - Узуні 86' | Протокол | - Фурухасі 3' - Жота 23' - Абада 60' |

| Групама Арена, Будапешт Арбітр: Фабіу Веріссіму (Португалія) |

| 4 листопада 2021 22:00 (21:00 CET) |

| Баєр 04                                  | 4:0      | Бетіс |
| ---------------------------------------- | -------- | ----- |
| - Діабі 42', 52' - Віртц 86' - Амірі 90' | Протокол |       |

| БайАрена, Леверкузен Арбітр: Еньоні Тейлор (Англія) |

| 25 листопада 2021 19:45 (18:45 CET) |

| Баєр 04                       | 3:2      | Селтік                           |
| ----------------------------- | -------- | -------------------------------- |
| - Андріх 16', 82' - Діабі 87' | Протокол | - Юранович 40' (пен.) - Жота 56' |

| БайАрена, Леверкузен Арбітр: Анастасіос Сідіропулос (Греція) |

| 25 листопада 2021 22:00 (21:00 CET) |

| Бетіс                     | 2:0      | Ференцварош |
| ------------------------- | -------- | ----------- |
| - Тельйо 5' - Каналес 52' | Протокол |             |

| Естадіо Беніто Вільямарін, Севілья Арбітр: Рудді Буке (Франція) |

| 9 грудня 2021 22:00 (21:00 CET) |

| Ференцварош   | 1:0      | Баєр 04 |
| ------------- | -------- | ------- |
| - Лаїдуні 82' | Протокол |         |

| Групама Арена, Будапешт Арбітр: Кирило Левников (Росія) |

| 9 грудня 2021 22:00 (21:00 GMT) |

| Селтік                                          | 3:2      | Бетіс                          |
| ----------------------------------------------- | -------- | ------------------------------ |
| - Велш 3' - Гендерсон 72' - Тернбулл 78' (пен.) | Протокол | - Бейн 69' (аг) - Іглесіас 75' |

| Селтік Парк, Глазго Арбітр: Даніель Стефаньський (Польща) |

### Група H
| Поз | Команда          | І | В | Н | П | ГЗ | ГП | РГ | О  | Кваліфікація               |  | ВГМ | ДЗА | РАП | ГНК |
| --- | ---------------- | - | - | - | - | -- | -- | -- | -- | -------------------------- |  | --- | --- | --- | --- |
| 1   | Вест Гем Юнайтед | 6 | 4 | 1 | 1 | 11 | 3  | +8 | 13 | Вихід в 1/8 фіналу         |  | —   | 0:1 | 2:0 | 3:0 |
| 2   | Динамо           | 6 | 3 | 1 | 2 | 9  | 6  | +3 | 10 | Вихід до стикових матчів   |  | 0:2 | —   | 3:1 | 1:1 |
| 3   | Рапід            | 6 | 2 | 0 | 4 | 4  | 9  | −5 | 6  | Перехід в Лігу конференцій |  | 0:2 | 2:1 | —   | 0:1 |
| 4   | Генк             | 6 | 1 | 2 | 3 | 4  | 10 | −6 | 5  |                            |  | 2:2 | 0:3 | 0:1 | —   |

| 16 вересня 2021 19:45 (18:45 CEST) |

| Рапід | 0:1      | Генк           |
| ----- | -------- | -------------- |
|       | Протокол | - Онуачу 90+2' |

| Альянцштадіон, Відень Арбітр: Крісто Тогвер (Естонія) |

| 16 вересня 2021 19:45 (18:45 CEST) |

| Динамо (Загреб) | 0:2      | Вест Гем Юнайтед         |
| --------------- | -------- | ------------------------ |
|                 | Протокол | - Антоніо 22' - Райс 50' |

| Максимир, Загреб Арбітр: Рудді Буке (Франція) |

| 30 вересня 2021 22:00 (20:00 BST) |

| Вест Гем Юнайтед            | 2:0      | Рапід |
| --------------------------- | -------- | ----- |
| - Райс 29' - Бенрахма 90+4' | Протокол |       |

| Лондон Стедіум, Лондон Арбітр: Тобіас Штілер (Німеччина) |

| 30 вересня 2021 22:00 (21:00 CEST) |

| Генк | 0:3      | Динамо (Загреб)                                     |
| ---- | -------- | --------------------------------------------------- |
|      | Протокол | - Іванушець 10' - Петкович 45+3' (пен.), 67' (пен.) |

| Люмінус Арена, Генк Арбітр: Маттіас Гестраніус (Фінляндія) |

| 21 жовтня 2021 19:45 (18:45 CEST) |

| Рапід                        | 2:1      | Динамо (Загреб) |
| ---------------------------- | -------- | --------------- |
| - Грюлль 9' - М. Гофманн 34' | Протокол | - Оршич 24'     |

| Альянцштадіон, Відень Арбітр: Катерина Монзуль (Україна) |

| 21 жовтня 2021 22:00 (20:00 BST) |

| Вест Гем Юнайтед                      | 3:0      | Генк |
| ------------------------------------- | -------- | ---- |
| - Доусон 45+1' - Діоп 57' - Боуен 59' | Протокол |      |

| Лондон Стедіум, Лондон Арбітр: Донатас Румшас (Литва) |

| 4 листопада 2021 19:45 (18:45 CET) |

| Генк                            | 2:2      | Вест Гем Юнайтед    |
| ------------------------------- | -------- | ------------------- |
| - Пейнтсіл 5' - Соучек 88' (аг) | Протокол | - Бенрахма 59', 82' |

| Люмінус Арена, Генк Арбітр: Александар Ставрев (Північна Македонія) |

| 4 листопада 2021 22:00 (21:00 CET) |

| Динамо (Загреб)                          | 3:1      | Рапід            |
| ---------------------------------------- | -------- | ---------------- |
| - Петкович 12' - Андрич 34' - Шутало 83' | Протокол | - Кнасмюллнер 8' |

| Максимир, Загреб Арбітр: Джон Бітон (Шотландія) |

| 25 листопада 2021 19:45 (18:45 CET) |

| Рапід | 0:2      | Вест Гем Юнайтед                    |
| ----- | -------- | ----------------------------------- |
|       | Протокол | - Ярмоленко 40' - Нобл 45+2' (пен.) |

| Альянцштадіон, Відень Арбітр: Сергій Іванов (Росія) |

| 25 листопада 2021 19:45 (18:45 CET) |

| Динамо (Загреб) | 1:1      | Генк       |
| --------------- | -------- | ---------- |
| - Менало 35'    | Протокол | - Угбо 45' |

| Максимир, Загреб Арбітр: Гленн Нюберг (Швеція) |

| 9 грудня 2021 22:00 (20:00 GMT) |

| Вест Гем Юнайтед | 0:1      | Динамо (Загреб) |
| ---------------- | -------- | --------------- |
|                  | Протокол | - Оршич 4'      |

| Лондон Стедіум, Лондон Арбітр: Мауріціо Маріані (Італія) |

| 9 грудня 2021 22:00 (21:00 CET) |

| Генк | 0:1      | Рапід         |
| ---- | -------- | ------------- |
|      | Протокол | - Любичич 29' |

| Люмінус Арена, Генк Арбітр: Тьягу Мартінш (Португалія) |

## Позначки
1. ↑  EEST (UTC+3) для матчів до 30 жовтня 2021 (1–3 тур), та EET (UTC+2) для подальших дат (4–6 тур).
2. 1 2 3  Усі домашні матчі Спартаку було перенесено з четверга на середу, щоб уникнути конфлікту розкладів з домашніми матчами Локомотива, які грають в ті самі дні. Матчі Локомотива (переможець кубку) має більший пріоритет, ніж Спартак (2-е місце).
3. ↑  Домашній матч Селтіку 3 туру було перенесено з четверга на вівторок, щоб уникнути конфлікту розкладів з домашнім матчем Рейнджерс, які грають в той самий день. Матч Рейнджерс (чемпіон) має більший пріоритет, ніж Селтік (2-е місце).